# Бэбсон-Парк (Флорида)
Бэбсон-Парк (англ. Babson Park) — статистически обособленная местность, расположенная в округе Полк (штат Флорида, США) с населением в 1182 человека по статистическим данным переписи 2000 года.

## География
По данным Бюро переписи населения США статистически обособленная местность Бэбсон-Парк имеет общую площадь в 3,88 квадратных километров, водных ресурсов в черте населённого пункта не имеется.
Статистически обособленная местность Бэбсон-Парк расположена на высоте 44 м над уровнем моря.

## Демография
По данным переписи населения 2000 года в Бэбсон-Парк проживало 1182 человека, 277 семей, насчитывалось 367 домашних хозяйств и 442 жилых дома. Средняя плотность населения составляла около 304,64 человека на один квадратный километр. Расовый состав населённого пункта распределился следующим образом: 77,92 % белых, 16,92 % — чёрных или афроамериканцев, 1,44 % — азиатов, 0,85 % — представителей смешанных рас, 2,88 % — других народностей. Испаноговорящие составили 7,11 % от всех жителей статистически обособленной местности.
Из 367 домашних хозяйств в 41,4 % воспитывали детей в возрасте до 18 лет, 56,9 % представляли собой совместно проживающие супружеские пары, в 12,8 % семей женщины проживали без мужей, 24,3 % не имели семей. 17,4 % от общего числа семей на момент переписи жили самостоятельно, при этом 6,8 % составили одинокие пожилые люди в возрасте 65 лет и старше. Средний размер домашнего хозяйства составил 2,81 человек, а средний размер семьи — 3,22 человек.
Население статистически обособленной местности по возрастному диапазону по данным переписи 2000 года распределилось следующим образом: 26,7 % — жители младше 18 лет, 18,4 % — между 18 и 24 годами, 26,1 % — от 25 до 44 лет, 18,0 % — от 45 до 64 лет и 10,8 % — в возрасте 65 лет и старше. Средний возраст жителей составил 30 лет. На каждые 100 женщин в Бэбсон-Парк приходилось 104,1 мужчин, при этом на каждые сто женщин 18 лет и старше приходилось 100,9 мужчин также старше 18 лет.
Средний доход на одно домашнее хозяйство статистически обособленной местности составил 28 487 долларов США, а средний доход на одну семью — 34 444 доллара. При этом мужчины имели средний доход в 30 625 долларов США в год против 18 875 долларов среднегодового дохода у женщин. Доход на душу населения статистически обособленной местности составил 28 487 долларов в год. 9,2 % от всего числа семей в населённом пункте и 10,3 % от всей численности населения находилось на момент переписи населения за чертой бедности, при этом 8,0 % из них были моложе 18 лет и 15,9 % — в возрасте 65 лет и старше.